# Anastàsia de Rússia (gran duquessa de Rússia)
Anastàsia de Rússia (rus: Анастасия Николаевна Романова)  (Peterhof, 18 de juny de 1901 - casa Ipàtiev, 17 de juliol de 1918), gran duquessa de Rússia des del seu naixement en el grau d'altesa imperial era filla del tsar Nicolau II de Rússia i de la princesa Alexandra de Hessen-Darmstadt. En conseqüència, era neta del tsar Alexandre III de Rússia i de la princesa Dagmar de Dinamarca per part de pare, mentre que per part de mare ho era del gran duc Lluís IV de Hessen-Darmstadt i de la princesa Alícia del Regne Unit.

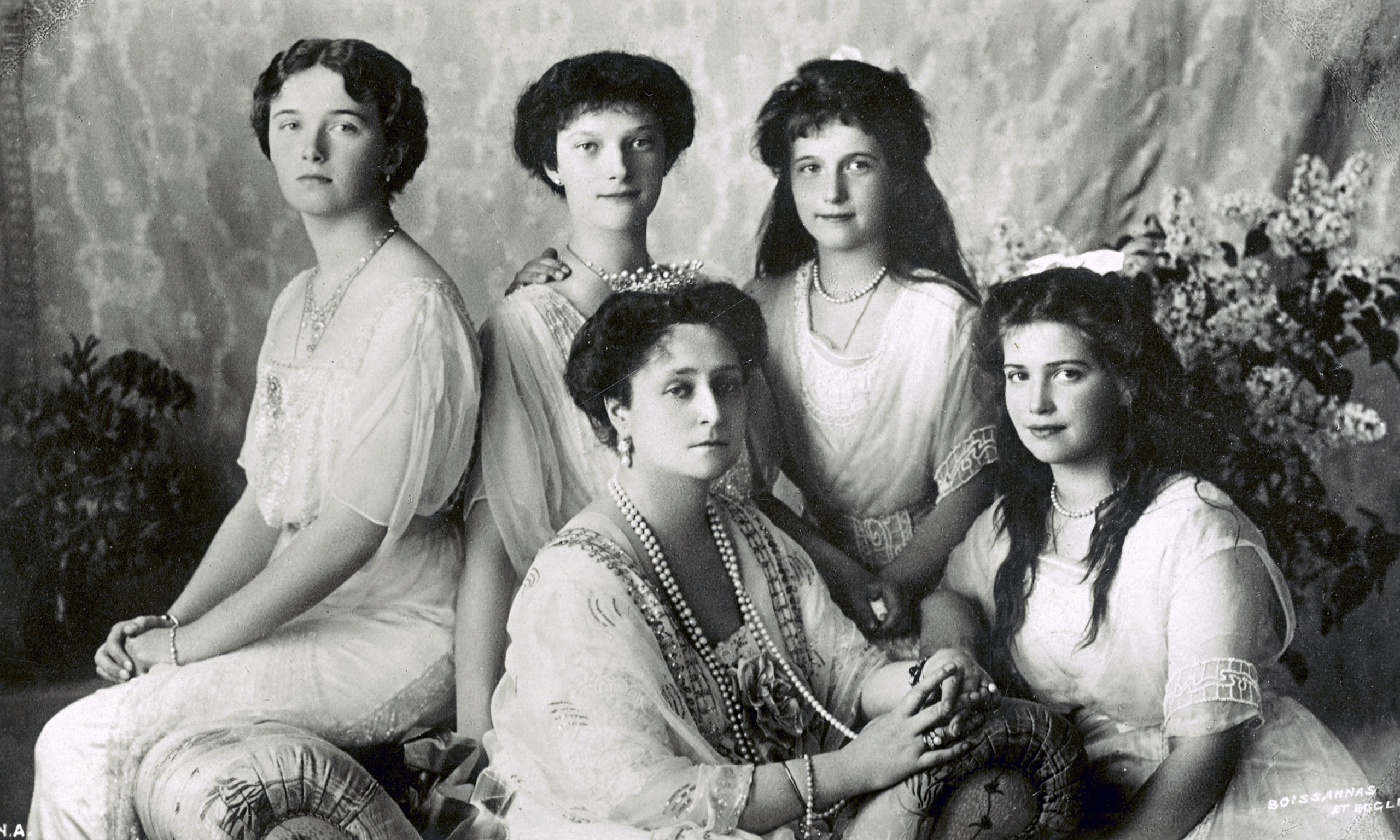
Les grans duquesses de Rússia (d'esquerra a dreta): Olga, Tatiana, Anastàsia i Maria

Nascuda l'any 1901 al Palau d'Alexandre de Tsàrskoie Seló prop de Sant Petersburg, fou educada en un ambient cortesà. Des de sempre se sentí molt pròxima al seu germà el tsarevitx Aleix de Rússia. Després de la Revolució de febrer de 1917 seguí el periple d'empresonaments que patiren els seus pares, primer al palau d'Alexandre a Tsàrskoie Seló, després a la localitat dels Urals anomenada Tobolsk i posteriorment a Iekaterinburg.
A la matinada del 17 de juliol de 1918 la gran duquessa moria junt amb el resta de la família imperial i quatre servents que els havia romàs fidels. Malgrat tot, la llegenda de la possible fugida de la gran duquessa queda viva fins als nostres dies. La sorpresa saltà quan, en trobar-se els cadàvers de la família imperial, en mancaven dos, el de la gran duquessa i el del seu germà el tsarevitx. Tanmateix, hi ha especulacions sobre si el cos femení que mancava era el de la gran duquessa Maria.
L'any 2007, però, es van trobar els dos cossos restants i van ser enterrants amb la resta de la família.
Les anàlisis científiques que incloien proves d'ADN van confirmar que les restes eren les de la família imperial, demostrant que les quatre grans duquesses van ser assassinades el 1918.
Després de la Revolució de 1917 i la suposada matança de Iekaterinburg moltes foren les persones que es feren passar per Anastasia essent extremadament conegut el cas d'Anna Andersen. El cos d'Anderson va ser incinerat a la seva mort el 1984, però les proves d'ADN el 1994 en trossos de teixit i cabell d'Anderson no van mostrar cap relació amb la família Romanov.